# Manpur
Manpur è una suddivisione dell'India, classificata come nagar panchayat, di 6.525 abitanti, situata nel distretto di Indore, nello stato federato del Madhya Pradesh. In base al numero di abitanti la città rientra nella classe V (da 5.000 a 9.999 persone).

## Geografia fisica
La città è situata a 22° 26' 10 N e 75° 36' 58 E.

## Società

### Evoluzione demografica
Al censimento del 2001 la popolazione di Manpur assommava a 6.525 persone, delle quali 3.446 maschi e 3.079 femmine. I bambini di età inferiore o uguale ai sei anni assommavano a 962, dei quali 517 maschi e 445 femmine. Infine, coloro che erano in grado di saper almeno leggere e scrivere erano 4.276, dei quali 2.541 maschi e 1.735 femmine.